# Krystyna Bochenková
Krystyna Maria Bochenková (rozená Neumanová; 30. červen 1953, Katovice, Polsko – 10. duben 2010, Smolensk, Rusko) byla polská novinářka a politička.

## Životopis
Absolvovala Fakultu polské filologie Slezské univerzity. Od roku 1976 byla novinářkou Polského rozhlasu Katovice. Po mnoho let spolupracovala s tiskem a televizí. Byla iniciátorkou mnoha charitativních akcí. Jako nezávislá na kandidátce Unie svobody byla v roce 2004 zvolena do polského Senátu, do něhož byla zvolena i v roce 2005 a 2007. V listopadu 2007 byla zvolena místopředsedkyní Senátu.
Zemřela při leteckém neštěstí u ruského Smolensku 10. dubna 2010. Posmrtně obdržela Komandérský kříž s hvězdou Řádu Polonia Restituta (Krzyż Komandorski z Gwiazdą Orderu Odrodzenia Polski).